# Traminda submarginata
Traminda submarginata là một loài bướm đêm trong họ Geometridae.